# Гуменюк, Семён Александрович
Семён Александрович Гуменюк (1914-1944) — старший лейтенант Рабоче-крестьянской Красной армии, участник Великой Отечественной войны, Герой Советского Союза (1944).

## Биография
Семён Гуменюк родился 16 июля 1914 года в селе Слобода-Дашковецкая (ныне — Винницкий район Винницкой области Украины) в крестьянской семье. После окончания начальной школы работал в колхозе. В 1936 году Гуменюк был призван на службу в Рабоче-крестьянскую Красную армию. В 1939 году он окончил курсы младших лейтенантов. С сентября 1941 года — на фронтах Великой Отечественной войны. Участвовал в Харьковской операции 1942 года, Сталинградской битве, освобождении Донбасса и Мелитополя. К марту 1944 года гвардии старший лейтенант Семён Гуменюк командовал ротой 144-го гвардейского стрелкового полка 49-й гвардейской стрелковой дивизии 28-й армии 3-го Украинского фронта. Отличился во время освобождения Херсонской области Украинской ССР.
В ночь с 11 на 12 марта рота Гуменюка переправилась через Днепр в районе села Садовое Белозёрского района и захватила плацдарм на его западном берегу. Утром 12 марта Гуменюк лично повёл своих бойцов в атаку на укреплённый вражеский пункт. Ворвавшись в траншеи противника, рота уничтожила 2 пулемёта, дзот и около 20 солдат и офицеров противника. Наступая дальше, рота овладела важным рубежом. 13 марта рота освободила село Киселёвка, уничтожив 3 танка и большое количество солдат и офицеров противника. В том бою Гуменюк лично уничтожил около 10 солдат и офицеров. 17 марта 1944 года он погиб в бою на подступах к Николаеву. Похоронен в селе Украинка Жовтневого района Николаевской области.
Указом Президиума Верховного Совета СССР от 3 июня 1944 года за «образцовое выполнение боевых заданий командования на фронте борьбы с немецкими захватчиками и проявленные при этом отвагу и геройство» гвардии старший лейтенант Семён Гуменюк посмертно был удостоен высокого звания Героя Советского Союза. Также посмертно был награждён орденом Ленина. Навечно зачислен в списки личного состава воинской части.
Бюсты Гуменюка установлены в сёлах Украинка и Слобода-Дашковецкая.